# Zjevení (album)
Zjevení je první řadové album black metalové skupiny Root, skladby jsou z větší části z dema The Trial 1989, dále 1 skladba z dema Messengers from Darkness 1989 a 2 skladby z dema Reap of Hell 1988. Skladby Démon a Znamení jsou z let 1990. V roce 1991 byl vydán album na CD. V roce 1999 vyšlo album společně s albem The Temple in the Underworld. Na albu je jeden bonus – Hřbitov, dále v roce 2009 byl vydán album s bonusy – Hřbitov, Dogra's Empire (verze 1993), Volání o pomoc (Live at Brno 1998), Upálení (Live at Praha 2004) a 7 černých jezdců (Live at Ostrava 2003).

## Seznam skladeb
1. Intro
2. Zjevení
3. Aralyon
4. Výslech
5. Upálení
6. Píseň pro Satana
7. 666
8. 7 černých jezdců
9. Démon
10. Znamení
11. Cesta zkázy

## Album bylo nahráno ve složení
- Jiří Valter aka Big Boss – zpěv
- Petr Hošek (Blachosh) – kytara
- Dan Janáček (Mr. D.A.N.) – kytara
- Rosťa Mozga (Mr. Black Drum) – bicí nástroje